# Allan B. Calhamer
Allan Brian Calhamer (* 7. Dezember 1931 in Hinsdale, Illinois; † 25. Februar 2013 in La Grange, Illinois) war ein US-amerikanischer Spieleautor. Er entwickelte das Brettspiel Diplomacy.

## Leben

### Frühe Jahre
Calhamer wurde in Hinsdale geboren und wuchs in La Grange Park auf, beides Vororte von Chicago. Sein Vater war Ingenieur, die Mutter Lehrerin. Als Bücherwurm und Liebhaber von Gesellschaftsspielen verbrachte er seine Freizeit am liebsten zu Hause, wo er bereits früh damit anfing, eigene Spiele zu erfinden. Beim Studieren eines alten Geografiebuchs, ein Dachbodenfund, in dem sich Karten der europäischen Staaten aus der Zeit vor dem Ersten Weltkrieg fanden, regte sich schon in seiner Kindheit das Interesse an Aspekten der Diplomatie. Er zeigte sich fasziniert von den früheren Grenzen in Europa und von Ländern wie Österreich-Ungarn, Serbien und dem Osmanischen Reich, die es nicht mehr gab, und er zeichnete eigene Karten. Zudem las er Handbücher über Waffen des Ersten Weltkriegs und verfolgte mit seinen Eltern die Nachrichten vom Zweiten Weltkrieg.
Er schloss die Lyons Township High School in La Grange Park ab und erhielt ein Stipendium für die Harvard University, wo er Geschichte studierte. Statt mit Sport an der freien Luft oder auf Partys vertrieb er sich auch als Student seine freien Stunden bevorzugt mit Freunden, die sich zu Gesellschaftsspielen trafen. Er gehörte der akademischen Schachmannschaft an und entwickelte in dieser Zeit eine dreidimensionale Version von Tic-Tac-Toe. Mitstudenten fiel seine Renitenz gegenüber Normen studentischen Verhaltens auf: Einerseits bekannte er sich in einem liberal geprägten Umfeld zur Republikanischen Partei, versuchte sich aber andererseits als moderner Maler.
Calhamer besuchte Kurse zur Politischen Geographie, in denen er ein tieferes Verständnis für das Konzept der Geopolitik entwickelte, wie es von Halford Mackinder definiert worden war, insbesondere in seiner 1904 formulierten Heartland-Theorie zum Ringen zwischen Land- und Seemächten. Der Besuch einer Vorlesung des Historikers Sidney Bradshaw Fay (1876–1967) zur Geschichte Europas im 19. Jahrhundert inspirierte Calhamer 1952 zur Lektüre von dessen Buch The Origins of the World War (1928). Es handelte sich um eine revisionistisches Werk, in dem Fay der unter angelsächsischen Historikern vorherrschenden, einseitigen Zuweisung von Schuld für den Kriegsausbruch 1914 an das Deutsche Reich widersprochen und stattdessen die nach dem Deutsch-Französischen Krieg von 1870/1871 entstandenen Bündnissysteme sowie die mit ihnen zusammenhängende Geheimdiplomatie als Vorbedingungen des Weltkriegs identifiziert hatte. In späteren Jahren schilderte Calhamer seine Reaktion beim Lesen des Buchs als einen Moment der Erleuchtung: „Dadurch fiel alles zusammen. Ich dachte: ‚Was für ein Brettspiel ließe sich daraus machen!‘“

### Erfinder vonDiplomacy
Angeregt von Mackinders und Fays Theorien, wie auch von Elementen des Kartenspiels Hearts und vom Schach, begann Calhamer mit der Entwicklung von Diplomacy, wobei das Spiel ursprünglich Realpolitik heißen sollte. Dem Spielfeld legte er eine Karte Europas aus der Zeit um 1900 zugrunde, achtete dabei aber auf die weitgehend ausgewogene Bedeutung von See- und Landanteilen. In einer Simulation der Rivalitäten und diplomatischen Konstellationen vor dem Ersten Weltkrieg ringen in Diplomacy bis zu sieben Spieler, die die militärischen Streitkräfte je einer europäischen Großmacht der Zeit (Deutsches Reich, Frankreich, Österreich-Ungarn, Großbritannien, Russisches Reich, Italien und Osmanisches Reich) kontrollieren, um den Zugriff auf „Versorgungszentren“ und damit um die strategische Vorherrschaft auf dem Kontinent. Die Bewegungen der Spielfiguren in einer Spielrunde erfolgen nicht sukzessive und über Würfelwurf, sondern simultan auf der Basis von eingereichten Zügen, die ausgewertet werden. Ein Charakteristikum ist dabei, dass für den eigenen Erfolg (oft geheime) Bündnisse mit Mitspielern notwendig sind, die aber nur auf Zeit eingegangen werden, also rein taktischer Natur sind, da es am Ende nur einen Sieger geben kann. Die Kommunikation mit den Mitspielern umschließt dabei Elemente des Überredens und Irreführens. Calhamer rekrutierte in der mehrjährigen Entwicklungsphase oft Kommilitonen als Testspieler, was sich als nicht immer einfach erwies, da das zum Spielgewinn unerlässliche Taktieren und Täuschen nicht jedermanns Geschmack traf. Calhamer selbst räumte später ein, dass sich der Enthusiasmus seiner Freunde für Diplomacy in Grenzen gehalten hatte.
Im Jahr 1953 erwarb Calhamer in Harvard seinen B.A. in Geschichte. Da eine Diabetes-Erkrankung ihn für den Militärdienst untauglich machte, konnte er seine akademische Ausbildung bereits 1954 als Doktorand an der Harvard Law School fortsetzen – mit dem Ziel einer späteren Karriere im auswärtigen Dienst. Er arbeitete weiter an seinem Spiel und unter den Jurastudenten, mit denen er jetzt hauptsächlich in Kontakt war, erfreute sich dieses auch größerer Beliebtheit. Obwohl ihm das im Jurastudium Gelernte dabei geholfen hatte, das Spiel weiter auszufeilen (die Entwicklung war 1954 im Wesentlichen abgeschlossen), verließ er die Harvard Law School nach anderthalb Jahren ohne Abschluss.
Calhamer legte die Aufnahmeprüfung für den diplomatischen Dienst ab, woraus sich aber nur eine auf drei Monate begrenzte Anstellung ergab, die ihn nach Afrika führte. Nach seiner Rückkehr in die Vereinigten Staaten setzte er die Verbesserung von Diplomacy fort und nahm im Jahr 1958 die letzten Änderungen am Spielaufbau vor – auf der Basis von zahlreichen Testspielen, bei denen er sich Anregungen von den Spielern geholt hatte. Er wurde vom Sylvania's Applied Research Laboratory in Waltham (Massachusetts) eingestellt, wo er Operations Research betreiben sollte, eine systemanalytische Methode zur Lösung militärischer Fragen. Die Erwartungen der Firma, Calhamer könne sein Spiel in militärstrategische Konzepte umsetzen, erfüllten sich jedoch nicht. Er sah sich als Spieleentwickler und die Büroarbeit langweilte ihn.
Nachdem mehrere führende Spielehersteller die Produktion von Diplomacy abgelehnt hatten, veröffentlichte Calhamer das Gesellschaftsspiel schließlich 1959 im Eigenverlag in einer Auflage von 500 Stück und vermarktete diese über den Einzelhandel in Chicago, New York und Boston. Das Spiel war nach einem halben Jahr ausverkauft und Diplomacy gewann eine wachsende Anzahl von begeisterten Anhängern, zu denen angeblich auch John F. Kennedy und Henry Kissinger zählten. Calhamer verkaufte die Rechte 1960 an den Hersteller Games Research, der das Spiel 1961 erstmals auflegte. Später gingen die Rechte auf Avalon Hill und (nach deren Übernahme 1998) auf Hasbro über. Vom wachsenden Erfolg von Diplomacy – im Laufe der Jahre wurden mehrere hunderttausend Exemplare verkauft – konnte Calhamer nie groß profitieren. Er erhielt zwar 5 % Tantiemen für jedes verkaufte Spiel, das genügte aber nicht für den Lebensunterhalt.

### Spätere Jahre, Privates und Tod
Nach sechs Jahren gab Calhamer die Stellung by Sylvania auf und ging nach New York, wo er von Sozialhilfe lebte, während er sich nach einer Arbeit als Computerprogrammierer umsah. Er lernte Hilda kennen, eine attraktive Einwanderin aus der Dominikanischen Republik, die als Model arbeitete. Die beiden heirateten im Jahr 1967. Calhamer nahm eine Stellung als Fremdenführer an der Freiheitsstatue an. Bei einem Besuch in La Grange Park Anfang der 1970er Jahre gefiel die vorstädtische Atmosphäre dort Hilda so gut, dass sie ihren Gatten dazu überreden konnte, in seinen Heimatort zurückzuziehen. Calhamer arbeitete dann 21 Jahre lang als Briefträger in La Grange Park, bevor er sich zur Ruhe setzte. Eine Erbschaft sicherte ihm einen angenehmen Lebensabend.
Allan und Hilda Calhamer hatten zwei gemeinsame Töchter, die sie zweisprachig erzogen. Calhamer genoss seine Arbeit, die ihm viel Freiraum ließ, Zeit mit seinen Kindern zu verbringen, was bei der Fortsetzung einer früheren Bürotätigkeit nicht möglich gewesen wäre. Zu seinen Freizeitaktivitäten zählten Lesen (oft von Büchern zur Geschichte), Malen und Bildhauern. Er entwickelte ein paar weitere Gesellschaftsspiele, doch ihnen war kein Erfolg beschieden. Sein wachsendes Renommee in der Spieleszene brachte ihm Einladungen auf Kongresse ein, wo er auch selbst an Diplomacy-Runden teilnahm – als mäßig talentierter Stratege. Gelegentlich besuchten ihn Diplomacy-Fans auch unangemeldet zuhause.
Allan B. Calhamer starb am 25. Februar 2013 im Alter von 81 Jahren im  Adventist La Grange Memorial Hospital in seinem Heimatort.

## Veröffentlichungen (Auswahl)
- „The Invention of Diplomacy“. In: Games & Puzzles. Nr. 21, Januar 1974.
- Outpost Squares in Chess. Outpost, La Grange Park 1979.
- Calhamer on Diplomacy. The Boardgame ‚Diplomacy‘ and Diplomatic History. 1st Books Library, Bloomington 2000, ISBN 1-58500-758-7.